# Gohana
Gohana (en hindi: गोहाना ) es una ciudad de la India en el distrito de Sonipat, estado de Haryana.

## Geografía
Se encuentra a una altitud de 229 m s. n. m. a 211 km de la capital estatal, Chandigarh, en la zona horaria UTC +5:30.

## Demografía
Según estimación 2011 contaba con una población de 67 020 habitantes.